# Спутник-1
«Спу́тник-1» — первый в мире искусственный спутник Земли, советский космический аппарат, запущенный на орбиту 4 октября 1957 года (во время Международного геофизического года).
Кодовое обозначение спутника — «ПС-1» («Простейший Спутник-1»). Запуск был осуществлён с 5-го научно-исследовательского полигона Министерства обороны СССР «Тюра-Там» (получившего впоследствии открытое наименование космодром «Байконур») на ракете-носителе «Спутник», созданной на базе межконтинентальной баллистической ракеты «Р-7».
Над созданием искусственного спутника Земли, во главе с основоположником практической космонавтики С. П. Королёвым, работали учёные М. В. Келдыш, М. К. Тихонравов, М. С. Рязанский, О. Г. Ивановский, Н. С. Лидоренко, Г. Ю. Максимов, В. И. Лаппо, К. И. Грингауз, Б. С. Чекунов, А. В. Бухтияров, Н. А. Бересков и многие другие.
Запуск стал началом новой эры политических, военных, технологических и научных разработок. Дата запуска «Спутника-1» является началом космической эры человечества, а в России ежегодно отмечается как памятный день Космических войск. В честь первого искусственного спутника Земли названа равнина на поверхности Плутона (название официально утверждено Международным астрономическим союзом 8 августа 2017 года).

## Устройство
Корпус спутника ПС-1, изготовленный в городе Ступино, состоял из двух силовых полусферических оболочек диаметром 58 см из алюминиево-магниевого сплава АМг-6 толщиной 2 мм со стыковочными шпангоутами, соединёнными между собой 36 шпильками М8×2,5. Перед запуском спутник был заполнен сухим газообразным азотом под давлением 1,3 атмосферы. Герметичность стыка была обеспечена прокладкой в виде кольца из вакуумной резины с прямоугольным сечением. Верхняя полуоболочка имела меньший радиус и прикрывалась полусферическим внешним экраном толщиной 1 мм для обеспечения теплоизоляции. Поверхности оболочек полировались и обрабатывались для придания им специальных оптических свойств (блик от аппарата должен был быть хорошо заметен через средства любительской астрономии). Внутри герметичного корпуса были размещены: блок электрохимических источников (серебряно-цинковые аккумуляторы); радиопередающее устройство ПС-1; вентилятор, включающийся от термореле при температуре выше +30 °С и выключающийся при понижении температуры до +20…23 °С; термореле и воздуховод системы терморегулирования; коммутирующее устройство бортовой электроавтоматики; датчики температуры и давления; бортовая кабельная сеть. Масса — 83,6 кг. Масса источников питания составляла около 50 кг.
На верхней полуоболочке располагались крест-накрест две уголковые вибраторные антенны, обращённые назад; каждая состояла из двух плеч-штырей длиной по 2,4 м (УКВ-антенна) и по 2,9 м (КВ-антенна), угол между плечами в паре — 70°; плечи разводились на требуемый угол пружинным механизмом после отделения от ракеты-носителя. Такая антенна обеспечивала близкое к равномерному излучение во всех направлениях, что требовалось для устойчивого радиоприёма в связи с тем, что спутник был неориентирован. На передней полуоболочке находились четыре гнезда для крепления антенн со штуцерами гермовводов и фланец заправочного клапана. На задней полуоболочке располагался блокировочный пяточный контакт, который включал автономное бортовое электропитание после отделения спутника от ракеты-носителя, а также фланец испытательного системного разъёма. Конструкция антенн была предложена доктором технических наук Г. Т. Марковым (МЭИ); работы по антеннам проводились сотрудниками лаборатории ОКБ-1 под руководством М. В. Краюшкина.
Радиопередающее устройство «Спутника-1» (радиостанция Д-200) излучало радиоволны на двух частотах: 20,005 и 40,002 МГц, поочерёдно (посылка сигнала одним передатчиком соответствовала паузе другого, переключение с периодичностью несколько десятых долей секунды осуществлялось электромеханическим реле). Для питания передатчиков, реле и вентилятора использовался набор серебряно-цинковых аккумуляторов (накальная батарея — 5 элементов СЦД-70, 140 А·ч, 7,5 В; анодная батарея — 86 элементов СЦД-18, 30 А·ч, 130 В; разработчик батарей — ВНИИ источников тока, директор Н. С. Лидоренко). Непрерывная работа передатчиков продолжалась в течение 21 дня после запуска. Эти батареи составляли около 60 % массы спутника, окружая расположенный вдоль оси передатчик конструкцией в виде восьмигранной «гайки». Более 10 кг в массе спутника приходилось на благородный металл — серебро, содержащееся в аккумуляторах. Необходимость в тяжёлых источниках питания была вызвана, во-первых, применением в передатчике электронных ламп, а не транзисторов (которые в то время не могли обеспечить стабильную работу при разных температурах и были маломощными); во-вторых, относительно большой выходной мощностью передатчиков, рассчитанных на радиолюбительский приём (для приёма сигнала профессиональными радиостанциями достаточной была бы в 100 раз меньшая мощность передатчиков, около 10 мВт). Энергопотребление каждого из двух передатчиков составляло около 7 Вт, выходная мощность — 1 Вт. Радиостанция была разработана в НИИ-885 Госкомитета по радиоэлектронике по заказу ОКБ-1 МОП. Разработка была проведена лабораторией № 12 НИИ-885 в январе-марте 1957 года, ведущим разработчиком радиостанции стал начальник лаборатории № 12 В. И. Лаппо. Выбор основных параметров радиостанции на основе прогнозируемого распространения радиоволн в ионосфере выполнен В. И. Лаппо и начальником лаборатории № 144 (Лаборатория распространения радиоволн) НИИ-885 К. И. Грингаузом. Прогноз был сделан на основе экспериментов, проводимых с помощью полётов на самолёте.

## История создания
Полёту первого спутника предшествовала длительная работа многих учёных и конструкторов. Теорию реактивного движения одним из первых разработал в своих статьях Константин Эдуардович Циолковский. Им было предсказано появление ракет на жидком топливе, искусственных спутников Земли и орбитальных станций. Циолковский был активным популяризатором своих идей и оставил после себя много последователей. Проектированием спутника занимались Михаил Клавдиевич Тихонравов и его группа . Значительную роль в организации работ по созданию спутника и его запуску сыграл Сергей Павлович Королёв.

### Разработка ракеты-носителя Р-7

#### 1921—1947
1 марта 1921 года была создана первая в СССР организация, которая стала заниматься проведением научно-исследовательских и опытно-конструкторских работ в области ракетной техники. В начале организация называлась «Лабораторией для разработки изобретений Н. И. Тихомирова», а с 1928 года — газодинамической лабораторией (ГДЛ). Первыми работами лаборатории стали твердотопливные ракеты-снаряды и ускорители для самолётов, а с 1929 года в ГДЛ, под руководством Валентина Петровича Глушко, началась разработка и стендовые испытания первых отечественных жидкостных ракетных двигателей.
Осенью 1931 года при Осоавиахиме была организована научно-экспериментальная группа ГИРД (Группа изучения реактивного движения): 15 сентября 1931 года — в Москве, 13 ноября 1931 года — в Ленинграде, а впоследствии в Баку, Тифлисе, Архангельске и др.
Начальником московской группы (МосГИРД) был назначен Сергей Павлович Королёв. В составе МосГИРД работали 4 бригады, возглавляемые Фридрихом Артуровичем Цандером, Михаилом Клавдиевичем Тихонравовым, Юрием Александровичем Победоносцевым и Сергеем Павловичем Королёвым. Работы группы заинтересовали военных, и в 1932 году ГИРД получил дополнительное финансирование, помещение, производственную и экспериментальную базу. 17 августа 1933 года в 19 часов по московскому времени на инженерном полигоне у пос. Нахабино Красногорского района Московской области была успешно запущена первая в СССР ракета с ЖРД ГИРД-09, созданная по проекту Михаила Клавдиевича Тихонравова.
ЛенГИРД была организована Яковом Исидоровичем Перельманом, Николаем Алексеевичем Рыниным, Владимиром Васильевичем Разумовым и др. В 1932 году в состав группы входило 400 человек. Работа по созданию экспериментальных ракет оригинальных конструкций, разработки курсов теоретических лекций по ракетной технике и проведению экспериментов по изучению воздействия перегрузок на животных велась в сотрудничестве со специалистами ГДЛ.
21 сентября 1933 года МосГИРД, ЛенГИРД и ГДЛ были объединены в Реактивный научно-исследовательский институт (РНИИ РККА). За несколько лет в РНИИ были созданы и испытаны ряд экспериментальных баллистических и крылатых ракет различного назначения, а также ТТРД, ЖРД и системы управления к ним. В 1937 году в результате репрессий были арестованы директор Реактивного научно-исследовательского института И. Т. Клеймёнов, его заместитель Г. Э. Лангемак, сотрудники института С. П. Королёв, В. П. Глушко и др. И. Т. Клеймёнов и Г. Э. Лангемак были расстреляны, С. П. Королёв был осуждён на 10 лет (по новому приговору после дополнительного разбирательства на 8 лет) в исправительно-трудовом лагере с поражением прав на пять лет и конфискацией имущества. Институт был преобразован в НИИ-3 (с 1944 г. НИИ-1), сотрудники которого сосредоточились на разработке реактивных снарядов и совместно с ОКБ-293, возглавляемого В. Ф. Болховитиновым, создавал ракетный перехватчик БИ-1.
Репрессии и Вторая мировая война замедлили работы в СССР, важные для исследования космоса. Тем не менее в результате развития ракетной техники были подготовлены советские специалисты, которые в конце 1940-х годов смогли возглавить космическую программу СССР — С. П. Королёв, В. П. Глушко, М. К. Тихонравов, А. М. Исаев, В. П. Мишин, Н. А. Пилюгин, Л. А. Воскресенский, Б. Е. Черток и др.
13 мая 1946 года И. В. Сталин подписал постановление о создании в СССР ракетной отрасли науки и промышленности. В августе С. П. Королёв назначен главным конструктором баллистических ракет дальнего действия.
В 1947 году лётные испытания ракет «Фау-2», собранных в Германии, положили начало советским работам по освоению иностранной ракетной техники. Ракета «Фау-2» имела следующие основные характеристики:
- Максимальная дальность стрельбы … 270—300 км
- Начальная масса … до 13 500 кг
- Масса головной части … 1075 кг
- Компоненты топлива … жидкий кислород и этиловый спирт
- Тяга двигателя на старте … 27 т

Устойчивый полёт на активном участке обеспечивался автономной системой управления.
В 1948 году на полигоне Капустин Яр проводились уже испытания ракеты Р-1, которая являлась модифицированным аналогом Фау-2, изготовляемым полностью в СССР. В том же году выходят постановления правительства о разработке и испытаниях ракеты Р-2 с дальностью полёта до 600 км и о проектировании ракеты с дальностью до 3000 км и массой головной части в 3 тонны. В 1949 году ракеты Р-1 начали использоваться для проведения серии экспериментов по высотным пускам для исследования космического пространства. Ракеты Р-2 прошли испытания уже в 1950 году, а в 1951 году были приняты на вооружение.
Создание ракеты Р-5 с дальностью до 1200 км стало первым отрывом от техники «Фау-2». Эти ракеты прошли испытания в 1953 году, и сразу же начались исследования использования их как носителя ядерного оружия. Автоматика ядерного заряда была совмещена с автоматикой ракеты, сама ракета доработана для принципиального повышения её надёжности. Одноступенчатая баллистическая ракета средней дальности получила название Р-5М. 2 февраля 1956 года произведён первый в мире пуск ракеты с ядерным зарядом.
13 февраля 1953 года вышло первое постановление, обязывающее начать разработку двухступенчатой межконтинентальной баллистической ракеты с дальностью 7—8 тысяч км. Вначале предполагалось, что эта ракета станет носителем атомной бомбы тех же габаритов, что устанавливалась на Р-5М. Сразу после первого испытания термоядерного заряда 12 августа 1953 года казалось, что создание ракеты-носителя для такой бомбы в ближайшие годы нереально. Но в ноябре того же года Королёв провёл собрание ближайших заместителей, на котором сообщил:

Ко мне неожиданно приезжал министр среднего машиностроения, он же заместитель председателя Совета Министров, Вячеслав Александрович Малышев. В категорической форме предложил «забыть об атомной бомбе для межконтинентальной ракеты». Он сказал, что конструкторы водородной бомбы обещают ему уменьшить её массу и для ракетного варианта довести до 3,5 т.
— (сб. «Первая космическая», с. 15)
В январе 1954 года состоялось совещание главных конструкторов, на котором и были разработаны основные принципы компоновки ракеты и наземного стартового оборудования. Отказ от традиционного стартового стола и использование подвески на отбрасываемых фермах позволили не нагружать нижнюю часть ракеты и уменьшить её массу. Впервые отказались от газоструйных рулей, традиционно применявшихся со времён Фау-2, их заменили двенадцатью рулевыми двигателями, которые одновременно должны были служить и тяговыми — для второй ступени на завершающей стадии активного полёта.
|  |

20 мая 1954 года правительство выдало постановление о разработке двухступенчатой межконтинентальной ракеты Р-7. А уже 27 мая Королёв направил докладную министру оборонной промышленности Д. Ф. Устинову о разработке ИСЗ и возможности его запуска с помощью будущей ракеты Р-7. Теоретическим обоснованием для такого письма была серия научно-исследовательских работ «Исследования по вопросам создания искусственного спутника Земли», которая была проведена в 1950—1953 годах в НИИ-4 Министерства обороны под руководством М. К. Тихонравова.
Разработанный проект ракеты новой компоновки 20 ноября 1954 года был одобрен Советом министров СССР. Необходимо было в кратчайшие сроки решить множество новых задач, в которые входили, кроме разработок и строительства самой ракеты, выбор места для стартового полигона, постройка стартовых сооружений, ввод в строй всех необходимых служб и оборудование наблюдательными пунктами всей 7000-километровой трассы полёта.
Первый комплекс ракеты Р-7 был спроектирован и построен в ОКБ-1. Согласно Постановлению по разработке двухступенчатой баллистической ракеты Р-7 от 20 мая 1957 года головным разработчиком стал ОКБ-1 НИИ-88. В течение 1955—1956 годов на Ленинградском металлическом заводе проходили автономные испытания стартовых сооружений комплекса. Одновременно, в соответствии с постановлением правительства от 12 февраля 1955 года началось строительство НИИП-5 в районе станции Тюра-Там. Когда первая ракета в заводском цехе была уже в сборе, завод посетила делегация основных членов политбюро во главе с Н. С. Хрущёвым. Ракета оказала потрясающее впечатление не только на советское руководство, но и на ведущих учёных.

А. Д. Сахаров:

Мы [ядерщики] считали, что у нас большие масштабы, но там увидели нечто, на порядок большее. Поразила огромная, видимая невооружённым глазом, техническая культура, согласованная работа сотен людей высокой квалификации и их почти будничное, но очень деловое отношение к тем фантастическим вещам, с которыми они имели дело…
— (сб. «Первая космическая», с. 18)
30 января 1956 года правительством подписано постановление о создании и выводе на орбиту в 1957—1958 гг. «Объекта „Д“» — спутника массой 1000—1400 кг несущего 200—300 кг научной аппаратуры. Разработка аппаратуры была поручена Академии наук СССР, постройка спутника — ОКБ-1, осуществление пуска — Министерству обороны. К концу 1956 года стало ясно, что надёжная аппаратура для спутника не может быть создана в требуемые сроки.
14 января 1957 года Советом Министров СССР утверждена программа лётных испытаний Р-7. Тогда же Королёв направил докладную записку в Совет Министров, где писал, что в апреле — июне 1957 года могут быть подготовлены две ракеты в спутниковом варианте, «и запущены сразу же после первых удачных пусков межконтинентальной ракеты». В феврале всё ещё продолжались строительные работы на полигоне, две ракеты уже были готовы к отправке. Королёв, убедившись в нереальности сроков изготовления орбитальной лаборатории, шлёт правительству неожиданное предложение:

Имеются сообщения о том, что в связи с Международным геофизическим годом США намерены в 1958 году запустить ИСЗ. Мы рискуем потерять приоритет. Предлагаю вместо сложной лаборатории — объекта «Д» вывести в космос простейший спутник.

15 февраля это предложение было одобрено.

#### Испытания Р-7
Первая ракета Р-7 № М1-5 была доставлена на техническую позицию полигона в начале марта 1957 года, 5 мая вывезена на стартовую площадку № 1. Подготовка к пуску длилась неделю, на восьмой день началась заправка.
Пуск состоялся 15 мая в 19:00 по местному времени. Старт прошёл нормально, но на 98-й секунде полёта произошёл сбой в работе одного из боковых двигателей, ещё через 5 секунд все двигатели автоматически отключились, и ракета упала в 300 км от старта. Причиной аварии было возникновение пожара в результате разгерметизации топливной коммуникации высокого давления. Вторая ракета, Р-7 № 6Л, была подготовлена с учётом полученного опыта, но запустить её вовсе не удалось. 10—11 июня делались многократные попытки пуска, но в последние секунды срабатывала защитная автоматика. Выяснилось, что причиной была неправильная установка клапана азотной продувки и замерзание главного кислородного клапана. 12 июля пуск ракеты Р-7 № М1-7 снова прошёл неудачно, эта ракета пролетела всего 7 километров. Причиной на этот раз стало замыкание на корпус в одном из приборов системы управления, в результате чего прошла ложная команда на рулевые двигатели, ракета значительно отклонилась от курса и была автоматически ликвидирована.
Наконец, 21 августа 1957 года осуществился успешный запуск, ракета № 8Л нормально прошла весь активный участок полёта и достигла заданного района — полигона на Камчатке. Несмотря на то, что её головная часть полностью сгорела при входе в плотные слои атмосферы, 27 августа ТАСС сообщило о создании в СССР межконтинентальной баллистической ракеты. 7 сентября осуществлён второй полностью успешный полёт ракеты, но головная часть снова не выдержала температурной нагрузки, и Королёв вплотную занялся подготовкой к космическому запуску. По словам Б. Е. Чертока, результаты лётных испытаний пяти ракет показали, что головная часть требует радикальной доработки, на что требовалось не менее полугода. Таким образом, разрушение головных частей открыло дорогу для пуска Первого простейшего спутника.

### Проектирование ПС-1
Проектирование ПС-1 началось в ноябре 1956 года, в начале сентября 1957 он прошёл окончательные испытания на вибростенде и в термокамере. Спутник был разработан как аппарат с двумя радиомаяками для проведения траекторных измерений. Диапазоны частот передатчиков простейшего спутника (20 МГц и 40 МГц) были выбраны так, чтобы сигнал спутника могли принимать радиолюбители без модернизации аппаратуры.
Согласно воспоминаниям Г. М. Гречко, расчёты траектории вывода на орбиту «Спутника-1» сначала проводились на электромеханических счётных машинах, по устройству аналогичных арифмометрам, и только для последних этапов расчётов применили ЭВМ БЭСМ-1.
22 сентября в Тюра-Там прибыла ракета Р-7 № 8К71ПС (изделие М1-ПС «Союз»). По сравнению со штатными, она была значительно облегчена: массивная головная часть заменена переходом под спутник, снята аппаратура системы радиоуправления и одна из систем телеметрии, упрощена автоматика выключения двигателей; масса ракеты в результате была уменьшена на 7 тонн.
26 сентября Президиум ЦК КПСС постановил запуск спутника провести в середине октября .
2 октября Королёвым был подписан приказ о лётных испытаниях ПС-1 и направлено в Москву уведомление о готовности. Ответных указаний не пришло, и Королёв самостоятельно принял решение о постановке ракеты со спутником на стартовую позицию.

## Запуск и полёт ПС-1
В пятницу, 4 октября, в 22:28:34 по московскому времени (19:28:34 по Гринвичу) был совершён успешный запуск. Через 295 секунд после старта ПС-1 и центральный блок (II ступень) ракеты весом 7,5 тонны были выведены на эллиптическую орбиту высотой в апогее 947 км, в перигее 288 км. При этом апогей находился в южном, а перигей — в северном небесном полушарии. Через 314,5 секунды после старта произошли сброс защитного конуса и отделение Спутника от II ступени ракеты-носителя, и он подал свой голос. «Бип! Бип!» — так звучали его позывные. На полигоне их ловили 2 минуты, потом Спутник ушёл за горизонт. Люди на космодроме выбежали на улицу, кричали «Ура!», качали конструкторов и военных. И ещё на первом витке прозвучало сообщение ТАСС: «В результате большой напряжённой работы научно-исследовательских институтов и конструкторских бюро создан первый в мире искусственный спутник Земли».
Только после приёма первых сигналов Спутника поступили результаты обработки телеметрических данных и выяснилось, что лишь доли секунды отделяли от неудачи. Перед стартом двигатель в блоке Г «запаздывал», а время выхода на режим жёстко контролируется, и при его превышении старт автоматически отменяется. Блок вышел на режим менее чем за секунду до контрольного времени. На 16-й секунде полёта отказала система опорожнения баков (СОБ), и из-за повышенного расхода керосина центральный двигатель отключился на 1 секунду раньше расчётного времени. По воспоминаниям Б. Е. Чертока: «Ещё немного — и первая космическая скорость могла быть не достигнута. Но победителей не судят! Великое свершилось!».
Наклонение орбиты «Спутника-1» составляло около 65 градусов, это означало, что «Спутник-1» летал приблизительно между Северным полярным кругом и Южным полярным кругом, вследствие вращения Земли за время каждого витка смещаясь на 24 градуса по долготе:37. Период обращения «Спутника-1» первоначально составлял 96,2 минуты, затем он постепенно уменьшался ввиду снижения орбиты, например, через 22 дня он стал меньше на 53 секунды. 16 октября 1957 года Всесоюзным обществом по распространению политических и научных знаний (предшественник общества «Знание») был проведён вечер в Колонном зале Дома Союзов в честь запуска первого искусственного спутника Земли, на котором, в частности, выступал Президент Академии наук СССР А. Н. Несмеянов.
А. Н. Несмеянов:

Для нас, учёных страны социализма, запуск спутника — двойной праздник: это праздник рождения новой эры в завоевании человечеством природы — космической эры существования человечества — и это праздник мужественной зрелости советской науки.
— (журнал «Наука и жизнь», № 11, 1957, с. 30)
День запуска первого искусственного спутника Земли совпал с открытием очередного международного конгресса по астронавтике в Барселоне. Академик Леонид Иванович Седов сделал сенсационное объявление о выводе на орбиту «Спутника-1». Так как руководители советской космической программы, в силу секретности проводимой работы, были неизвестны в широких кругах, именно Леонид Иванович Седов стал известен мировой общественности как «отец Спутника».
Согласно утверждению Б. Е. Чертока, общепринятое представление, что сам спутник был доступен для наблюдения невооружённым глазом, является ошибочным. Отражающая поверхность спутника была слишком мала для визуального наблюдения, и даже в идеальных условиях сам спутник наблюдался как объект 6-й звёздной величины, то есть на пределе видимости невооружённым глазом. На самом деле визуально наблюдался не сам спутник, а более крупный объект, вторая ступень носителя, которая вышла на ту же орбиту, что и сам спутник. Ступень была видна как объект 1-й звёздной величины. В журнале «Техника — молодёжи» утверждалось, что подсвеченный солнцем спутник можно увидеть утром и вечером, без указания на необходимость наличия оптических приборов. Однако в таких советских изданиях, как «Военные знания», «Радио», «Юный техник», в 1957 году прямо указывалось, что «Спутник-1» наблюдали с помощью оптических приборов, о возможности наблюдения невооружённым глазом ничего не говорилось:2:37:37.
Спутник летал 92 дня, до 4 января 1958 года, совершив 1440 оборотов вокруг Земли (около 60 млн км), а его радиопередатчики работали в течение трёх недель после старта. Из-за трения о верхние слои атмосферы спутник потерял скорость, вошёл в плотные слои атмосферы и сгорел вследствие трения о воздух.
Большая по размеру и менее плотная вторая ступень ракеты-носителя «Спутник» (известная также под обозначением «SL-1 R/B») сошла с орбиты раньше спутника, 1 декабря 1957 года, совершив 882 оборота вокруг Земли.

### Параметры полёта
- Начало полёта — 4 октября 1957 года в 19:28:34 по Гринвичу.
- Окончание полёта — 4 января 1958 года.
- Масса аппарата — 83,6 кг.
- Максимальный диаметр — 0,58 м.
- Наклонение орбиты — 65,1°.
- Период обращения — 96,2 минуты[9]
- Перигей — 228 км.
- Апогей — 947 км.
- Витков — 1440.

### Результаты полёта
Цели запуска:
- проверка расчётов и основных технических решений, принятых для запуска;
- ионосферные исследования прохождения радиоволн, излучаемых передатчиками спутника;
- экспериментальное определение плотности верхних слоёв атмосферы по торможению спутника;
- исследование условий работы аппаратуры.

Изучение характера радиосигнала и оптические наблюдения за орбитой позволили получить важные научные данные. Задача оптического наблюдения ИСЗ была поставлена коллективу Государственного астрономического института имени П. К. Штернберга МГУ. В. Г. Куртом, П. В. Щегловым и В. Ф. Есиповым разработана методика наблюдений с точным определением координат спутника с временно́й привязкой. Для этой цели была приспособлена аэрофотосъёмочная камера НАФА с 10-сантиметровым объективом, точные промежутки времени измерялись морским хронометром с электрическими контактами. После проявки плёнки треки спутника с помощью измерительного микроскопа «привязывались» к координатам звёзд, затем вручную (на механических счётных машинах) определяли шесть параметров орбиты. Время пересчёта занимало 30—60 минут. Фотографические наблюдения орбиты «Спутника-1» проводились ежедневно, в течение двух недель В. Г. Куртом и П. В. Щегловым в Ташкенте, из астрономической обсерватории АН Узбекистана. Характер изменений орбиты позволил произвести предварительную оценку величины плотности атмосферы на орбитальных высотах, её высокое значение (порядка 108 атомов/см³) стало для геофизиков большой неожиданностью. Результаты измерения плотности высоких слоёв атмосферы позволили создать теорию торможения спутников, основы которой были заложены М. Л. Лидовым.
Сразу же после запуска на это событие обратил внимание коллектив шведских учёных из только что созданной Геофизической обсерватории Кируны (ныне Шведский институт космической физики). Под руководством Бенгта Хултквиста проводились измерения суммарного электронного состава ионосферы с использованием эффекта Фарадея. При последующих запусках спутников подобные измерения были продолжены.

#### Рекорды спутника
Запуском первого спутника были установлены несколько рекордов.
- Рекорд скорости для реактивных космических аппаратов более 28 565 км/ч (7935 м/с)[43]
- Рекорд массы полезного груза, выведенного на орбиту искусственного спутника Земли 83,6 кг[44][45]
- Рекорд продолжительности полёта (94 сутки) и рекорд количества оборотов по орбите (1440 оборотов)[44][45].

Все эти рекорды были перекрыты следующим орбитальным космическим аппаратом Спутник-2.
Высотные параметры полёта спутника на тот момент уже не были рекордными, так как за год до этого 20 сентября 1956 г. американская ракета Юпитер-С в рамках испытаний взлетала на высоту 1097 км, а 21 августа 1957 года советская ракета-носитель Р-7 после ряда аварий совершила первый успешный полёт по баллистической траектории с максимальной высотой более 1300 км. Но в данном опыте задача была не забросить аппарат как можно выше, а оставить его как можно дольше в космосе и зримо доказать возможность искусственного спутника Земли.

### Звуки спутника
Сигналы спутника имели вид телеграфных посылок («бипов») длительностью около 0,4 секунды (по другим данным — около 0,3 секунды) и с такой же длительностью пауз. Посылка на одной частоте (20 МГц) соответствовала паузе на другой (40 МГц), и наоборот; манипуляция осуществлялась электромеханическими реле, которые за 21 день работы передатчиков выдержали несколько миллионов переключений. Длительность «бипов» и пауз между ними определялась датчиками контроля давления (барореле с порогом срабатывания 250 мм рт. ст.) и температуры (термореле с порогами срабатывания +50 °С и 0 °С), что обеспечивало простой контроль герметичности корпуса и температуры внутри ПС. В течение времени работы давление и температура в корпусе спутника остались в пределах нормы, барореле и термореле не включались. Мощность каждого из передатчиков составляла около 1 Вт. Параметры излучения (мощность, частоты) были выбраны из расчёта на широко распространённые приёмники советских и зарубежных радиолюбителей, чтобы из массовых любительских наблюдений (разница времени появления и исчезновения сигналов на двух частотах, относительный уровень сигналов, доплеровский сдвиг) получить новые сведения о структуре ионосферы. Частота УКВ сигнала (40,002 МГц) находится на границе любительского семиметрового диапазона и не отражается от ионосферы в широком конусе; частота КВ сигнала (20,005 МГц), хотя и выше прогнозировавшейся критической частоты слоя F ионосферы в зимний полдень 1957—1958 года (до 15 МГц), всё же достаточно близка к ней, чтобы сигнал претерпевал значительное затухание в слое F (около 10 дБ), а при косом падении отражался. Таким образом, условия распространения радиосигналов спутника в ионосфере на двух использовавшихся частотах были существенно различны и позволяли использовать наземные наблюдения (включая массовые наблюдения радиолюбителей) для зондирования ионосферы «насквозь», что было невозможно до запуска спутника.
Приём сигналов спутника уверенно осуществлялся с помощью обычной радиолюбительской аппаратуры на расстоянии до 2—3 тысяч километров; были зафиксированы случаи сверхдальнего приёма на расстояниях до 10 тысяч км. Манипулятор передатчиков проявил нештатное поведение, заключавшееся в плавном прогрессирующем повышении частоты коммутации передатчиков, которое закончилось переходом одного или одновременно обоих передатчиков в режим непрерывной посылки; повышение частоты коммутации началось сразу после выхода спутника на орбиту и за первые 4,5 суток полёта достигло 30—40 %. Причина этого осталась неизвестной. Аналогичным образом изменялась частота коммутации на однотипной радиостанции на втором спутнике, запущенном через месяц.
- Запись, сделанная в Чехословакии
- Запись, сделанная в Вашингтоне
- Запись, сделанная в Германии

Запись звуков спутника, смонтированная вместе с мелодией Д. Шостаковича к песне «Родина слышит», использовалась для обозначения начала радиопередачи Всесоюзного радио «Последние известия».

## Значение полёта
В ту ночь, когда Спутник впервые прочертил небо, я (…) глядел вверх и думал о предопределённости будущего. Ведь тот маленький огонёк, стремительно двигающийся от края и до края неба, был будущим всего человечества. Я знал, что хотя русские и прекрасны в своих начинаниях, мы скоро последуем за ними и займём надлежащее место в небе (…). Тот огонёк в небе сделал человечество бессмертным. Земля всё равно не могла бы оставаться нашим пристанищем вечно, потому что однажды её может ожидать смерть от холода или перегрева. Человечеству было предписано стать бессмертным, и тот огонёк в небе надо мной был первым бликом бессмертия.
Я благословил русских за их дерзания и предвосхитил создание НАСА президентом Эйзенхауэром вскоре после этих событий.
— Рэй Бредбери
Официально «Спутник-1», как и «Спутник-2», Советский Союз запускал в соответствии с принятыми на себя обязательствами по Международному геофизическому году. Излучение радиоволн «Спутником-1» позволяло изучать верхние слои ионосферы, ведь до запуска первого спутника можно было наблюдать только за отражением радиоволн от областей ионосферы, лежащих ниже зоны максимальной ионизации ионосферных слоёв.
Спутник имел большое политическое значение. Его полёт увидел весь мир, излучаемый им сигнал мог услышать любой радиолюбитель в любой точке земного шара. Журнал «Радио» заблаговременно опубликовал подробные рекомендации по приёму сигналов из космоса. Это шло вразрез с представлениями о сильной технической отсталости Советского Союза. Запуск первого спутника нанёс по престижу США сильный удар. «Юнайтед пресс» сообщило: «90 процентов разговоров об искусственных спутниках Земли приходилось на долю США. Как оказалось, 100 процентов дела пришлось на Россию…». В американской прессе «Спутник-1» часто упоминается как «Red Moon» (Красная Луна). Губернатор штата Мичиган Меннен Уильямс (G. Mennen Williams) выступил с критикой в адрес Дуайта Эйзенхауэра в стихотворной форме. Первое четверостишие звучало примерно так: «Маленький Спутник, летящий высоко / Со сделанным в Москве гудком, / Ты говоришь миру, что небо принадлежит коммунистам, / А дядя Сэм спит» («Oh little Sputnik, flying high / With made-in-Moscow beep, / You tell the world it’s a Commie sky / and Uncle Sam’s asleep.»).
В США запуск первого искусственного спутника «Эксплорер-1» был осуществлён командой Вернера фон Брауна 1 февраля 1958 года. Хотя спутник нёс 4,5 кг научной аппаратуры, а 4-я ступень являлась частью его конструкции и не отстыковывалась, масса его была 13,37 кг — в 6 раз меньше ПС-1. Это стало возможным благодаря низкой мощности передатчиков и использованию транзисторов, что позволило значительно уменьшить вес батарей. С помощью американского спутника было совершено научное открытие: был открыт радиационный пояс Земли (пояс Ван Аллена).
Результаты запуска «Спутника-1» дали серьёзный толчок к развитию интернета: вследствие успешного запуска «Спутника-1» Министерство обороны США форсировало разработку телекоммуникационной сети с пакетной коммутацией ARPANET, в основе сети были взяты идеи Пола Бэрана, которые изначально отвергались AT&T как невозможные в реализации. Отчасти вследствие запуска «Спутника-1» было также создано Агентство по перспективным оборонным научно-исследовательским разработкам США.
Считается, что метеор, который 4 октября 1957 года видел в небе над Сиднеем американский певец Литл Ричард и воспринял его как божественный знак, был сгорающими в атмосфере частями носителя Спутника-1.

## Память
- В 1958 году была выпущена настольная медаль с надписью «В честь запуска в СССР первого в мире искусственного спутника Земли. 4 октября 1957. Академия наук СССР»[60]
- Также в 1958 году был объявлен конкурс по созданию памятника-монумента, и 4 октября 1964 года — в седьмую годовщину запуска «Спутника-1» — в Москве на проспекте Мира состоялось торжественное открытие 107-метрового монумента «Покорителям космоса»[61]. В 1962 году «Спутник-1» вошёл в состав скульптурной композиции «В космос» в Монино. В честь 50-летия запуска «Спутника-1» 4 октября 2007 года в городе Королёв на проспекте Космонавтов был открыт памятник «Первому искусственному спутнику Земли»[62].
- В честь «Спутника-1» 8 августа 2017 года была названа равнина на Плутоне[63].
- Изображение «Спутника-1» помещено на флаг города Калуга, как города-колыбели космонавтики.
- В филателии выпущено множество почтовых конвертов, открыток и марок с изображением первого искусственного спутника Земли.
- О подготовке первого искусственного спутника и его запуске сняты документальные фильмы➤.
- Благодаря запуску первого ИСЗ, во многие языки мира вошло русское слово «Спутник» («Sputnik»).

- Никита Хрущёв в журнале «Time» с первым спутником в 1958 году
- Памятник создателям первого в мире искусственного спутника Земли в Москве
- Макет первого спутника на испытательном полигоне
- Почтовая марка СССР c изображением первого спутника
- Почтовый блок, посвящённый 10-летию запуска первого спутника
- Почтовый блок, посвящённый 25-летию запуска первого спутника

## В кинематографе
Художественные и мультипликационные фильмы
- «Укрощение огня» — советский фильм 1972 года, снятый по мотивам биографии конструктора ракет С. П. Королёва и других конструкторов авиационной и ракетной техники.
- «Мурзилка на спутнике» — советский мультипликационный фильм 1960 года, режиссёров Е. Н. Райковского и Б. П. Степанцева. Один из четырёх мультипликационных фильмов о приключениях Мурзилки, посвящён теме освоения космического пространства.
- «Октябрьское небо» — американский фильм 1999 года режиссёра Джо Джонстона. В основу сюжета положена реальная история сына шахтёра, который, будучи подростком, под впечатлением от запуска советского спутника решил построить ракету.

 Документальные фильмы
- Первая космическая корпорация // документальный фильм об проектах РКК «Энергия» изменивших ход истории человечества, среди этих проектов история создания первого искусственного спутника Земли. — 2021.
- Первый искусственный спутник Земли  документальный фильм видеостудии РКК «Энергия» о первом искусственном спутнике Земли, с воспоминаниями людей создавших Спутник-1. — 2022.
- Первый спутник // РоскосмосТВ. — 2018.
- Спутник — оружие мира // РоскосмосТВ. — 2017.
- Спутник. Русское чудо // ВГТРК. — 2017.
- Открытый космос (1 серия) // СтарМедиа. — 2011.
- Лисицын А. (автор и режиссёр). Спутник на все времена // Телеканал «Королев-ТВ». — 2007.
- Спутник над планетой (1957) — 15-минутный советский документальный фильм, выпущенный ЦСДФ в 1957 году и посвящённый запуску первого искусственного спутника Земли и ракеты с подопытными животными (описание на сайте Архива кинохроники и документальных фильмов).